# 斯托尼倫鎮區 (明尼蘇達州耶洛梅德辛縣)
斯托尼倫鎮區（英語：Stony Run Township）是位於美國明尼蘇達州耶洛梅德辛縣的一個行政鎮區。

## 地方資料
斯托尼倫鎮區的面積為106.49平方千米，當中陸地面積為105.79平方千米，而水域面積為0.70平方千米。根據2020年美國人口普查的數據，當地共有人口408人，而人口密度為每平方千米3.83人。